# Kokemäki
Kokemäki este o comună din Finlanda.